# Organo marino

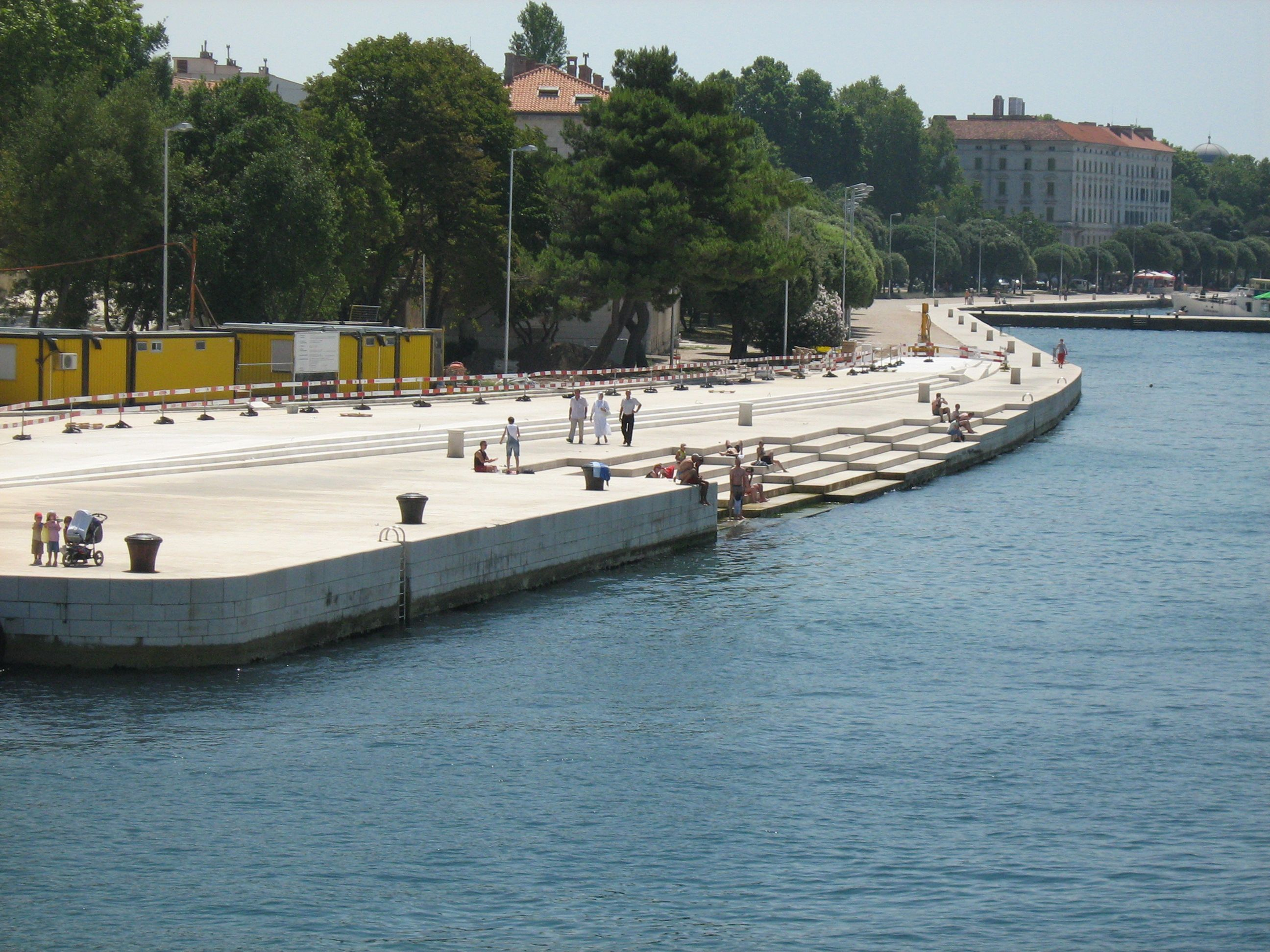
Gli scalini dell'organo marino; i suoni vengono emessi da buchi nel gradino più in alto

L'organo marino (in croato: morske orgulje) è un'opera d'arte architettonica e musicale situata a Zara, aperta al pubblico dal 15 aprile 2005.
Realizzato su progetto dell'architetto Nikola Bašić, si trova sull'angolo nord-occidentale della banchina che circonda il centro storico. Si tratta di un organo, strutturalmente simile ad una scala digradante verso il mare, formato da 35 canne d'organo di diversa inclinazione, forma e lunghezza. Grazie al moto ondoso dell'acqua marina queste canne producono suoni continuamente diversi modulati secondo sette accordi e cinque tonalità.